# Parasport

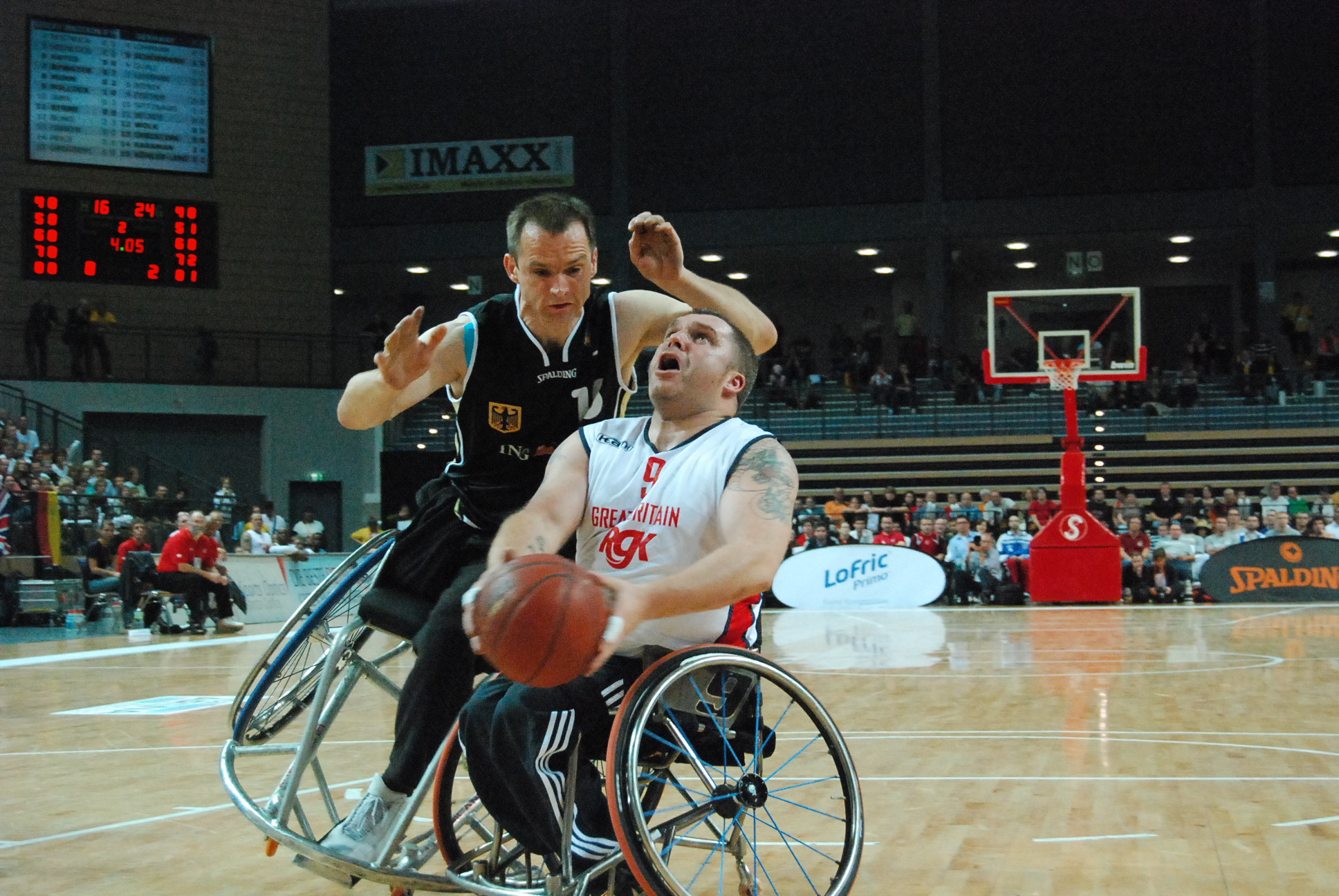
Tyskland-Storbritannien i rullstolsbasket vid 2007 års europamästerskap i Tyskland.

Parasport eller paraidrott, tidigare handikappidrott, är samlingsnamnet för sport och idrott för personer med funktionsnedsättning. De tävlande delas inte bara in efter kön utan även efter funktionsnedsättning och grad av funktionsnedsättning i olika klasser, ungefär som viktklasser i brottning. I sportskytte kan till exempel personer som sitter i rullstol tävla utanför parasporten. Utövare av parasport beskrivs ofta som parasportare eller paraidrottare.

## Utveckling
De två världskrigen under 1900-talet och det höga antalet skadade personer där ökade intresset för parasport som rehabilitering. Parasport har för många med funktionsnedsättning blivit ett viktigt sätt att visa att man kan tävlingsidrotta på liknande villkor som personer utan funktionsnedsättning. De idrottare som kan räknas till parasportare är de med någon av följande olika kategorier av funktionsnedsättningar:
- intellektuell funktionsnedsättning

- rörelsenedsättning
- synnedsättning

Parasport utövas både som elitidrott och i form av motion eller som del av fysisk rehabilitering, efter exempelvis grav funktionsnedsättning eller trafikskada. De främsta begränsningarna är ekonomiska, eftersom särskilda hjälpmedel anpassade för idrottare med funktionsnedsättning ofta är kostsamma. Det finns heller inte (exempelvis i Sverige) något bidragssystem som skulle kunna kompensera sådana hjälpmedelsinköp.

### Sverige
I Sverige bildades Svenska Handikappidrottsförbundet 1969 och valdes samma år in i Riksidrottsförbundet (RF); senare har det blivit känt under namnet Svenska Parasportförbundet. Sedan 2015 heter man juridiskt Svenska Parasportförbundet och Sveriges Paralympiska Kommitté – känt som Parasport Sverige – efter att man tydligare integrerat den paralympiska kommitté som bildades inom förbundet åtta år tidigare. Parasport Sverige organiserar 11 olika idrotter.
På senare år har en utveckling skett i Sverige mot att allt fler parasporter administreras direkt inom respektive specialförbund inom Riksidrottsförbundet (RF) istället för genom Svenska Parasportförbundet. Exempelvis är Svenska Dövidrottsförbundet (SDI) sedan 1995 eget specialförbund i RF, efter sin tidigare organisering via SPf.

## Tävlingar
Parasportens motsvarighet till olympiska spelen är de paralympiska spelen, som anordnas av samma tävlingsorganisation, på samma ort, direkt efter OS. För personer med hörselskada finns Deaflympics (se även dövidrott) och för personer med intellektuell funktionsnedsättning arrangeras sedan 1968 Special Olympics World Games.

## Idrotter och grenar (exempel)
De flesta idrottare med funktionsnedsättning tävlar i samma grenar som andra, men med olika anpassningar (som kälkhockey, rullstolsbasket eller rullstolsrugby). Vissa idrotter, till exempel goalball och showdown, har dock uppfunnits som rena parasporter. Nedan listas ett antal sporter som antingen är uppfunna som parasport eller utvecklade som en variant till en annan sport:
- Blindfotboll (variant av fotboll / futsal)
- Boccia
- Bowling
- Bågskytte
- Elhockey (– innebandy / ishockey)
- Parafriidrott[6] (friidrott för funktionshindrade)
- Goalboll (bollsport för synskadade)
- Handcykel och paracykel (– cykelsport)
- Kälkhockey (– ishockey)
- Orientering
- Parabadminton (– badminton)
- Parabordtennis (– bordtennis)
- Parakanot (– kanotsport)
- Pararidning (– ridsport)
- Parasegling (– segling)
- Parataekwondo (– taekwondo)
- Rullstolsbasket (– basket)
- Rullstolscurling (– curling)
- Rullstolsdans (– danssport)
- Rullstolsrugby (– rugby)
- Rullstolsfäktning (– fäktning)
- Rullstolstennis (– tennis)
- Simning
- Skidåkning för rörelsehindrade, sitski (– skidåkning / skidskytte)
- Skytte
- Styrkelyft
- Varpa
- Sittande volleyboll (– volleyboll)